# Black (filme)
Black (em hindi: ब्लैक; em urdu: بلیک) é um filme indiano de 2005 falado em hindi e inglês indiano dirigido por Sanjay Leela Bhansali. Gira em torno de uma garota surdo-cega e seu relacionamento com o professor que mais tarde se desenvolve a doença de Alzheimer. A primeira metade do filme é uma adaptação da autobiografia de Helen Keller - A História da Minha Vida, livro que inspirou o filme The Miracle Worker, dirigido por Arthur Penn.
O filme foi exibido no Festival de Cinema de Casablanca e do Festival Internacional de Cinema da Índia. Ele ganhou o Prêmio Nacional de Cinema para Melhor Longa-Metragem em hindi e onze Filmfare Awards. A Revista Time,(Europa) selecionou o filme como um dos 10 melhores filmes do ano de 2005, em todo o mundo. O filme foi posicionado em número de cinco e a India Times classificou o filme entre os 25 melhores de Bollywood.

## Elenco
- Amitabh Bachchan como Debraj Sahai
- Rani Mukerji como Michelle McNally
- Ayesha Kapoor como jovem Michelle McNally
- Shernaz Patel  como Catherine McNally
- Dhritiman Chaterji  como Paul McNally
- Nandana Sencomo Sarah McNally
- Sillo Mahava como a Sra. Gomes
- Mahabanoo Mody-Kotwal como a Sra. Nair

## Produção
Sanjay Leela Bhansali teve a ideia de ==Black==, em 1995, enquanto filmava Khamoshi: O Musical. Ele se encantou com a autobiografia de Helen Keller, História da Minha Vida –  e visitou o Instituto Helen Keller para fazer pesquisas. Ele também leu a autobiografia do pianista surdo Geraldine Lawhorn. Grande parte do filme foi baseado em suas observações, entre alunos, pais e professores no Instituto. Inicialmente Bhansali planejava um filme de baixo orçamento em Hindi e Inglês, por seu filme anterior – Devdas – ter sido muito caro.
Rani Mukherjee, escolhida para desempenhar o papel de Michelle McNally, se recusou inicialmente, pois achava que era muito difícil para ela. Para se preparar para seu papel, Bachchan assistiu documentários. Rani Mukherjee usava de contatos coloridas para dar-lhe a aparência de uma garota cega e ambos Bachchan e Mukherjee estudaram a língua de sinais e o Braille por sete meses. Uma equipe de alunos surdos-cegos foi também definida para os atores sempre aconselhando e instruindo em língua de sinais [8].
O filme foi rodado em Bombaim e em Shimla. Os conjuntos de Black foram fechadas para evitar que detalhes sobre o filme vazasse. O elenco e a equipe muitas dificuldades durante a filmagem do filme. Durante as filmagens em fevereiro de 2004, ocorreu um incêndio de mais de 4 500 metros quadrados em Bombaim destruindo os trajes e adereços. O fogo começou na noite em que acendeu uma ficha e inflamada. Bhansali foi forçado a começar tudo do zero. Além disso, durante as filmagens ao ar livre em Shimla constava neve no script, mas não havia ninguém trouxe máquinas de neve de Bombaim e criou-se, então, uma paisagem artificial de neve. A permissão para filmar no Instituto indiano de Estudos Avançados de Lodge Viceregal foi inicialmente negada, atrasando ainda mais o filme.

## Lançamento
Black estava originalmente programado para ser lançado em 10 de dezembro de 2004, mas Bhansali decidiu adiar o seu lançamento. Black foi lançado em 4 de fevereiro de 2005 em 170 cidades diferentes na Índia, um número pequeno em comparação com a maioria dos filmes de grande orçamento de Hollywood. Black também foi exibido em vários festivais internacionais de cinema como o Festival de Cinema Casablanca.

## A recepção crítica
As críticas que Black recebeu na maioria positivas. As atuações de Rani Mukerji e Ayesha Kapoor foram especialmente elogiadas pela crítica.  Richard Corliss, da revista Time escolheu como um dos melhores filmes de 2005. Foi também listado como o número um na India Times ' Lista dos 25 Melhores Filmes de Bollywood.

## Música
A música do filme é composta por Monty Sharma. Ao contrário de muitos outros filmes de Bollywood, Black tem apenas uma canção, "Haan maine chookar dekha hain", cantada por Kunal Ganjawala.

## Prêmios
Black ganhou o Melhor Filme no Prêmio Hindi no National Film Awards.
Black foi o filme mais premiado de todos os tempos no Filmfare Awards, ganhando onze prêmios e batendo o recorde anterior titulares: Dilwale Dulhania Le Jayenge (1995) e Devdas (2002), de dez vitórias cada.

### National Film Awards (2006)
- Best Feature Film in Hindi
- Best Actor - Amitabh Bachchan

### Filmfare Awards (2006)
- Best Movie
- Best Director - Sanjay Leela Bhansali
- Best Actor - Amitabh Bachchan
- Best Actress - Rani Mukerji
- Critics Award Best Movie - Sanjay Leela Bhansali
- Critics Award Best Performance - Amitabh Bachchan & Rani Mukharji (each)
- Best Supporting Actress - Ayesha Kapur
- Best Editing - Bela Sehgal
- Best Cinematography - Ravi K. Chandran
- Best Background Score - Monty Sharma

### Star Screen Awards (2006)
- Best Film
- Best Director - Sanjay Leela Bhansali
- Best Actor - Amitabh Bachchan
- Best Actress - Rani Mukerji
- Best Supporting Actress - Ayesha Kapur
- Best Cinematography - Ravi K. Chandran
- Best Editing - Bela Sehgal
- Best Sound Recording - Anup Dev
- Best Background Score - Monty Sharma

### IIFA Awards (2006)
- Best Film
- Best Director - Sanjay Leela Bhansali
- Best Actor - Amitabh Bachchan
- Best Actress - Rani Mukerji
- Best Supporting Actress - Ayesha Kapur
- Best Cinematography - Ravi K. Chandran
- Best Editing - Bela Sehgal
- Best Sound Recording - Anup Dev
- Best Background Score - Monty Sharma

### Zee Cine Awards (2006)
- Best Film
- Best Director - Sanjay Leela Bhansali
- Best Actor - Amitabh Bachchan
- Best Actress - Rani Mukerji
- Best Supporting Actress - Ayesha Kapur
- Best Cinematography - Ravi K. Chandran
- Best Editing - Bela Sehgal
- Best Sound Recording - Anup Dev
- Best Background Music - Monty Sharma

### Outros prêmios
- 2005, The Lycra MTV Style Awards Most Stylish in Films (Rani Mukerji)
- 2005, Anandolok Awards Best Actress (Rani Mukerji)
- 2005, Anandalok Awards Best Film
- 2005, Bollywood Fashion Awards Celebrity Style Female Award (Rani Mukerji)
- 2005, Lion Awards Achievement in Cinema (Rani Mukerji)
- 2006, Bengal Film Journalists' Association Awards - Best Actress for Hindi Movies (Rani Mukerji)
- 2006, Sony Film Jury Best Actress of the Year (Rani Mukerji)
- 2006, Rediff Movie Awards Best Actress (Rani Mukerji)
- 2006, 2nd Apsara Awards Best Actress (Rani Mukerji)
- 2006, Idea Zee Fashion Awards Celebrity Model of the Year (Rani Mukerji)
- 2006, IndiaFM's Best Actress (Rani Mukerji)
- 2006, Stardust Star of the Year Award - Female (Rani Mukerji)
- 2006, Star's Sabsey Favourite Heroine (Rani Mukerji)
- 2006, Stardust Star of the Year Award - Male (Amitabh Bachchan)
- 2006, Bollyvista Film Awards: Best Actor (Amitabh Bachchan)
- 2006, Bollywood People's Choice Awards: Best Actor (Amitabh Bachchan)[1]
- 2006, Apsara Awards: Best Actor (Amitabh Bachchan)[2]
- 2006, Rediff Movie Awards: Best Actor (Amitabh Bachchan)
- 2006, Bengal Film Journalists' Association Awards: Best Actor (Amitabh Bachchan)[3]